# Eddie Rabbitt
Edward Thomas Rabbitt, detto Eddie (New York, 27 novembre 1941 – Nashville, 7 maggio 1998), è stato un cantautore e musicista statunitense.

## Biografia
Nato a Brooklyn (New York), la sua carriera musicale è iniziata nel 1964, anno in cui ha firmato un contratto con la 20th Century Records e ha pubblicato i primi singoli.
Successivamente si è trasferito a Nashville, "capitale" della musica country. Nel 1969 Elvis Presley ha registrato la sua canzone Kentucky Rain. Suo è anche il brano Pure Love, interpretato da Ronnie Milsap nel 1974.
Nel 1975 ha firmato per la Elektra Records, pubblicando altri singoli e l'album di debutto. Ha successo col singolo Drinkin' My Baby (Off My Mind).
Verso la fine degli anni '70 lavora con Kenny Rogers e anche con Dolly Parton. 
Il suo brano Every Which Way but Loose viene inserito nella colonna sonora del film Filo da torcere con Clint Eastwood (1978).
Il suo album Horizon (1980) è quello che ha più successo nella sua carriera e contiene i singoli I Love a Rainy Night e Drivin' My Life Away. Il suo successo nel filone crossover continua con Step by Step (1981) e Radio Romance (1982).
Nel 1998 è morto a causa di un tumore al polmone.

## Premi
- 1977: Academy of Country Music Awards: Top New Male Vocalist
- 1979, 1980, 1996 (2): BMI Awards
- 1998: inserito nella Nashville Songwriters Hall of Fame

## Discografia

### Album studio
- 1975 - Eddie Rabbitt
- 1976 - Rocky Mountain Music
- 1977 - Rabbitt
- 1978 - Variations
- 1979 - Loveline
- 1980 - Horizon
- 1981 - Step by Step
- 1982 - Radio Romance
- 1984 - The Best Year of My Life
- 1986 - Rabbitt Trax
- 1988 - I Wanna Dance with You
- 1990 - Jersey Boy
- 1991 - Ten Rounds
- 1997 - Beatin' the Odds
- 1998 - Songs from Rabbittland

### Raccolte (lista parziale)
- 1979 - The Best of Eddie Rabbitt
- 1983 - Greatest Hits Vol. 2
- 1985 - Number Ones